# صور اسرافیل (نشریه)
صور اسرافیل از مجله‌های معروف، مهم و مؤثر صدر مشروطیت بود. شماره نخست این نشریه ۱۴ دی ۱۲۸۶ منتشر شد. جهانگیرخان شیرازی و قاسم‌خان تبریزی با همکاری میرزا علی اکبر خان قزوینی (دهخدا) صور اسرافیل را منتشر می‌کردند.
این نشریه به صورت هفتگی در هشت صفحه به قطع وزیری در چاپخانهٔ سنگی پارسیان چاپ و تکثیر می‌شد. تاریخ اولین شماره ۱۷ ربیع‌الثانی ۱۳۲۵ است برابر با ۳۰ مه ۱۹۰۷ میلادی و ۸ خرداد ۱۲۸۶.
شماره دوم صور اسرافیل، یک هفته بعد، در تاریخ ۶ ژوئن ۱۹۰۷ (برابر با پنجشنبه ۱۵ خرداد ۱۲۸۶) به چاپ رسید.

## محتوای صور اسرافیل
صور اسرافیل از نشریات مهم صدر مشروطه بود و با بهره‌بردن از نفوذی که میرزا قاسم خان تبریزی به سبب وابستگی به دربار مظفرالدین شاه در دربار قاجار داشت مقالات سیاسی تندی علیه استبداد محمدعلی‌شاهی منتشر می‌کرد.
جذاب‌ترین بخش آن هفته‌نامه را ستون فکاهی آن دانسته‌اند که به عنوان «چرند و پرند» به قلم علی اکبر خان قزوینی (دهخدا) و با امضای «دخو» نوشته می‌شد. دهخدا مطالب انتقادی و سیاسی را با روش فکاهی طی مقالات خود منتشر می‌کرد و سبک نگارش آن در ادبیات فارسی بی‌سابقه بود و مکتب نوینی را در عالم روزنامه‌نگاری ایران و نثر معاصر پدیدآورد.
گفته شده‌است که صوراسرافیل اولین روزنامه‌ای بود که به‌طور رسمی در کوچه و بازار به دست روزنامه‌فروش‌ها و بیشتر به‌وسیلهٔ کودکان به فروش می‌رفت، و از این رو در بیداری مردم تأثیری به سزا داشت.
در سر مقاله، مراد و هدف روزنامه اینطور اعلام شده بود: «تکمیل معنی مشروطیت»، «حمایت مجلس شورای ملی» و «معاونت روستاییان و ضعفا و فقرا و مظلومین». در شماره سه، در تکمیل عبارت اخیر چنین آمده بود: «حمایت فقرا و ضعفا و کارگران». در تکمیل معنی مشروطیت، به استبداد و ارتجاع می‌تازد و در معاونت روستاییان و فقرا و مظلومین، اصلاحات ارضی و تقسیم زمین را میان رعیت مطرح می‌کند. از محدودیت سرمایه‌داری و اختیار نامحدود کارگران سخن می‌گوید و بالاخره دادخواهی مظلومین سراسر ایران را به گوش همگان می‌رسند… در بیان حقایق و تعقیب هدف‌های خود نیز از همان شماره اول، نویسندگان گفته بودند که:
از تهدید و هلاکت بیم و خوفی نداریم و به زندگی بدون حریت و مساوات و شرف وقعی نمی‌گذاریم… تملق از کسی نمی‌گوییم و به رشوه گول نمی‌خوریم و اغراض نفسانی به کار نمی‌بریم، بد را بد و خوب را خوب می‌نویسیم.

## رشوه محمد علی شاه
حتی یکبار محمدعلی‌شاه برای گردانندگان روزنامه پول می‌فرستد و چند نفر محافظ را حافظ جان آنان می‌کند. دهخدا پول را نمی‌پذیرد و دستور می‌دهد که قزاقان آن را بین خود تقسیم کنند و هر چه زودتر شرشان را از سر او و سایه تجسشان را از دم در روزنامه کم کنند. نه تهدید و نه تطمیع نویسندگان صور اسرافیل را نمی‌ترساند، چرا که مردم بهترین پشتیبان آن‌ها هستند. صور اسرافیل با بالاترین تیراژ ممکن به قولی بیست و چهار هزار شماره در هفته چون بیرقی در قلب مردم ستمدیده به اهتزاز درآمده‌است. کودکان روزنامه را به محض انتشار در سراسر شهرها به دست گرفته و می‌فروشند. گاهی روزنامه به چاپ دوم هم می‌رسد…
در خاطرات دهخدا از پیرمرد پارچه‌فروشی که نشریهٔ صوراسرافیل را می‌فروخت چنین یاد شده: «یک روز به سختی از پله‌های دفتر صوراسرافیل بالا می‌آمد تا روزنامه را بخرد. وی در پاسخ درخواست دهخدا که لازم نیست تا از این پله‌ها بالا بیایید، من خود روزنامه را برای شما پایین می‌آورم می‌گوید: پس ثوابش چه می‌شود؟».

## رشوهٔ حاکم کرمان
وقتی حاکم کرمان بنام نصرت‌الدوله که پسر فرمانفرما هم بود قالیچه‌ای به بهانهٔ کمک به نشریهٔ صوراسرافیل می‌فرستد، دهخدا در جلسه فوق‌العاده صوراسرافیل با پذیرفتن این کمک مخالفت کرد. سپس در شمارة ۱۵ روزنامه (چهارشنبه ۲۹ رمضان ۱۳۲۵ هـ. ق) از قول «اویارقلی» به شیوهٔ طنز نوشت: 
«آیا معنی رشوه‌خواری جز این است؟ و آیا بعد از اینکه روزنامه‌چی به این سم مهلک مسموم شد، دیگر در کلامش در نظر ملت وزنی می‌ماند و آیا کسی دیگر به حرف‌های روزنامه گوش می‌دهد… پولیتیک حضرت والا نگرفت. یعنی اگر جسارت نباشد جناب… هم که در مجلس طرفدار شما بودند، بور شد و پل حضرت والا هم سرآب است… قالیچة مرحمتی یک صدتومانی به صوراسرافیل با قبوض مرسوله انفاز کرمان شد. بعد از این هم طرف خودتان را بشناسید و بی‌گدار به آب نزنید. نه صوراسرافیل رشوه می‌گیرد و نه آه دل شهدای تازه و نان ذرت و خون گوسفند خوردهای کرمان زمین می‌ماند. امضا، رئیس انجمن لات و لوت‌ها».

## نظرات دیگران در مورد صوراسرافیل
عبدالله مستوفی در کتاب شرح زندگانی من نوشته‌است:
چرند و پرندهای این روزنامه به قلم ایشان (دهخدا) بود و شمارة چاپ آن به ۲۴ هزار هم بالغ گردید. من در طهران نبودم که ازدحام مردم را در خرید این روزنامه ببینم، ولی خودم [که در آن زمان در روسیه بودم] در پطرزبورغ (پترزبورگ) روز می‌شمردم تا هفته سرآمده، این ۴ صفحه روزنامه به دستم برسد. مقالات اساسی آن جدی و محکم و صحیح و با موازین علمی مطابق و چرند پرند آن در شوخی و ظرافت به منتهی درجه بود. خیلی‌ها خواستند از چرند و پرند دهخدا تقلید کنند ولی تا امروز کسی را ندیده‌ام که از عهدة این کار برآمده باشد.
ابوالقاسم حالت نوشته‌است:
طنز دهخدا، نمک صوراسرافیل بود، روح صوراسرافیل حکم نفحه‌ای را داشت که این صور دمیده می‌شود. بدون مقالات او، این هفته‌نامه مانند شیپوری بی‌صدا یا صبحی بی‌جان به نظر می‌آمد…

## تعطیل و توقیف
فشار استبداد و به ویژه اقدامات ارتجاع سبب می‌شود که صور اسرافیل در طول عمر یک سال و یک‌ماهه خود، ده بار توقیف و تعطیل شود به نحوی که در طی این مدت به جای ۵۵ یا ۵۶ شماره، بیش از ۳۲ شماره منتشر نمی‌شود. این توقیف‌ها، گاه به «امر مجلس» گاه به «حکم دولت»، زمانی در اثر حمله اوباش و چند روزی بر حسب «ضرورت و مصلحت!» صورت می‌گیرد. در شمارهٔ ۱۵ که پس از یک و ماه نیم توقیف منتشر می‌شود می‌خوانیم که چون روزنامه به «امر مجلس» توقیف بوده باید به حکم آن احترام و گردن نهاد. در شمارهٔ ۲۰ نیز که با یک ماه و نیم فاصله از شمارهٔ قبلی بیرون آمده می‌خوانیم که «علت دیگر، تاراج شدن و شکسته شدن در و پنجره اداره و تغییر مکان و تهیه اسباب کار بوده» و بالاخره در شماره ۲۶ نیز که پس از یک و ماه نیم فاصلهٔ زمانی انتشار می‌یابد اینطور عذر تقصیر خواسته شده‌است:
اعلان از طرف اداره -- خدمت شرکاء عظام دامت توفیقاتهم، گذشته از اینکه نگارنده محترم جناب آقای میرزا علی اکبر خان ناخوش سخت بودند نظر به پاره‌ای از مصالح راجع به دوام جریده، تعطیل موقتی نیز مقتضی بوده… - قاسم

## قتل سردبیر صور اسرافیل
دهخدا در خاطرات خویش دربارهٔ قتل سردبیر صور اسرافیل می‌نویسد:
در روز ۲۲ جمادی‌الاولی، ۱۳۲۶ قمری، مرحوم میرزا جهانگیرخان شیرازی، رحمةالله علیه، یکی از دو مدیر صوراسرافیل را قزاق‌های محمدعلی شاه دستگیر کرده، به باغ شاه بردند و در ۲۴ همان ماه، در همان‌جا، او را با طناب خفه کردند.

آخرین شمارهٔ صوراسرافیل را علامه دهخدا در ۱۵ صفر ۱۳۲۷ در سوئیس منتشر کرد. در آن شماره دهخدا شعر یاد آر ز شمع مرده یاد آر را در رثای شهید مشروطیت یعنی میرزا جهانگیرخان شیرازی چاپ کرد. او دربارهٔ انگیزه سرودن این شعر نوشت: 
شبی مرحوم جهانگیرخان را به خواب دیدم در جامهٔ سپید و به من گفت «چرا نگفتی او جوان افتاده.» من از این عبارت چنان فهمیدم که می‌گوید چرا مرگ مرا در جایی نگفته یا ننوشته‌ای و بلافاصله در خواب این جمله به خاطر من آمد: «یاد آر ز شمعِ مُرده یاد آر.»

دهخدا در مورد چگونگی سرودن این شعر نوشته‌است: 
در این حال بیدار شدم و چراغ را روشن کردم و تا نزدیک صبح سه قطعه از مسمّط را ساختم و فردا گفته‌های شب را تصحیح کرده و دو قطعهٔ دیگر بر آن افزودم و در شمارهٔ اوّل صوراسرافیل منطبعهٔ سوئیس چاپ شد.